# Onofre
Onofre là một chi nhện trong họ Salticidae.